# Maaike Vos (shorttrackster)
Maaike Vos (Sappemeer, 27 mei 1985) is een Nederlands voormalig shorttrackster.

## Carrière
Vos begon haar loopbaan op vijfjarige leeftijd bij ijsvereniging Borgercompagnie waar Marianne Timmer ook lid was. Daarna ging ze trainen bij het gewest Groningen en werd ze lid van STG. Later werd ze lid van de Friese club SCT om te trainen bij het gewest Friesland. In 2006 kwam Maaike terecht in de Nationale Training Selectie waar ze doorgroeide tot een vaste waarde in het nationale team.
In 2007 werd ze Nederlands kampioene en mocht meedoen aan het wereldkampioenschap. Ze eindigde in 2008 op de derde plaats en nam in 2009 wegens een blessure niet deel aan het kampioenschap.
Op 13 november 2009 vergaarde Vos met het nationale shorttrackteam een ticket voor de Olympische Winterspelen in Vancouver van 2010. Hier behaalt Vos met de Nederlandse ploeg een vierde plek op het onderdeel aflossing. 

## Na het shorttrack
Na Vancouver stopte Vos met shorttracken en stortte zij zich op haar maatschappelijke carrière. Naast haar baan bij Timpaan Welzijn had Maaike een eigen bedrijf in de Personal Training als beweeg- en leefstijladviseur. Daarnaast blijft ze actief als marathonschaatsster.